# João Lóio
 João Lóio  (n. Matosinhos, 4 de Março de 1953) é um músico e compositor português (cf. cantautor).

## Biografia
Sendo licenciado em Medicina pela Faculdade de Medicina do Porto em 1977 , cedo enveredou pelo mundo musical. Esse interesse culminaria, na primeira metade da década de 90, com a frequência do  Curso de Composição na Escola Superior de Música do Porto e com a realização de uma Pós-graduação em Ciências Musicais na Faculdade de Letras da Universidade de Coimbra.

Após o 25 de Abril de 1974 foi membro do Grupo de Acção Cultural (GAC – Vozes na Luta) e, como cantor, instrumentista e compositor, actuou em Portugal, França e Alemanha.
Tem colaborado com a Rádio Televisão Portuguesa (RTP), nos domínios da interpretação e composição, participando em vários programas, entre os quais: “Às Dez”, “A, B, Z”, “Mopi”  e “Praça da Alegria”.
A sua participação como intérprete e/ou compositor em vários registos discográficos é extensa (cf. Discografia), tendo encetado parcerias com, entre muitos outros, Jacinta, João Afonso, Jorge Palma, José Mário Branco, José Medeiros, Júlio Pereira, Sérgio Godinho, etc.
Na actualidade, para além de várias intervenções no domínio artístico, é também professor de Música e Voz no Curso de Interpretação da Escola Superior de Música e Artes do Espectáculo (ESMAE), do Instituto Politécnico do Porto.
A Mostra Internacional de Teatro da ENTREtanto MIT Valongo (co-organizada desde 1998 pelo ENTREtanto TEATRO e pela Câmara Municipal de Valongo, com o apoio do Ministério da Cultura | Direcção Geral das Artes), que tem como ponto alto o reconhecimento de quem abraça, uma vida inteira, a responsabilidade de contribuir para a aproximação das várias faixas etárias e segmentos de público ao mundo do teatro, levando ao palco um dom invulgar, na sua edição de 2010, abriu um espaço de homenagem que dedicou a João Lóio.
João Lóio foi também o principal responsável no grupo de transcritores da obra integral de José Afonso – grupo formado também por Guilhermino Monteiro, José Mário Branco e Octávio Fonseca –  cujo trabalho ao longo de 6 anos, traduzindo os registos sonoros (das baladas coimbrãs às canções de intervenção) para registos gráficos (letras, cifras e partituras) fixa agora, numa publicação há muito aguardada, a devida divulgação deste génio da composição e da cultura portuguesa: "José Afonso – Todas as Canções" (ed. Assírio & Alvim).

## Discografia
Álbuns
- Máscara (1982)
- Encontros (1997)
- Segredo Maior (1998)
- Primeiro Acto (2000)
- Canções de Amor e Guerra (2002)
- Mais um dia (2005)

Colaborações e participações
- Pois canté! (1976) G.A.C.
- Vira Bom (1977) G.A.C.
- Marchas populares (1978) Comuna - Rodaviva
- Realejo (1978) Realejo
- Lenga-lengas e Segredos (1979) Sheila Charlesworth
- Gato Malhado e a Andorinha Sinhá (1984) T.A.I.
- 100 anos 1 de Maio (1986)
- Conta-me um conto (2008) grupo vocal Canto Décimo